# Wereldkampioenschappen schoonspringen 2007
Schoonspringen was een van de onderdelen van de wereldkampioenschappen zwemsporten 2007. De wedstrijden vonden plaats van 19 t/m 26 maart 2007.
Aan het schoonspringen deden geen Belgen, Nederlanders en Surinamers mee.
De verdeling van de medailles was als volgt:
| onderdeel            | goud                         | pnt    | zilver                                   | pnt    | brons                                        | pnt    |
| -------------------- | ---------------------------- | ------ | ---------------------------------------- | ------ | -------------------------------------------- | ------ |
| Individueel springen |                              |        |                                          |        |                                              |        |
| Mannen 1 m plank     | Luo Yutong                   | 477,40 | He Chong                                 | 469,85 | Christopher Sacchin                          | 441,40 |
| Vrouwen 1 m plank    | He Zi                        | 316,65 | Blythe Hartley                           | 311,20 | Yuliya Pakhalina                             | 304,60 |
| Mannen 3 m plank     | Qin Kai                      | 545,35 | Alexandre Despatie                       | 518,65 | Dmitry Sautin                                | 517,10 |
| Vrouwen 3 m plank    | Guo Jingjing                 | 381,75 | Wu Minxia                                | 368,80 | Tania Cagnotto                               | 341,70 |
| Mannen 10 m toren    | Gleb Galperin                | 554,70 | Zhou Luxin                               | 519,15 | Yue Lin                                      | 513,70 |
| Vrouwen 10 m toren   | Wang Xin                     | 432,85 | Chen Ruolin                              | 410,30 | Christin Steuer                              | 386,85 |
| Synchroon springen   |                              |        |                                          |        |                                              |        |
| Mannen 3 m plank     | China Qin Kai Wang Feng      | 458,76 | Canada Alexandre Despatie Arturo Miranda | 418,92 | Duitsland Tobias Schellenberg Andreas Wels   | 414,54 |
| Vrouwen 3 m plank    | China Guo Jingjing Wu Minxia | 355,80 | Duitsland Ditte Kotzian Heike Fischer    | 318,45 | Australië Sharleen Stratton Briony Cole      | 313,14 |
| Mannen 10 m toren    | China Yue Lin Liang Huo      | 489,48 | Rusland Gleb Galperin Dmitriy Dobroskok  | 467,16 | Verenigde Staten David Boudia Thomas Finchum | 463,56 |
| Vrouwen 10 m toren   | China Tong Jia Chen Ruolin   | 361,32 | Australië Briony Cole Melissa Wu         | 324,00 | Duitsland Annett Gamm Nora Subschinski       | 306,63 |

Openwaterzwemmen · Schoonspringen · Synchroonzwemmen · Waterpolo · Zwemmen
Belgrado 1973 · 
Cali 1975 · 
West-Berlijn 1978 · 
Guayaquil 1982 · 
Madrid 1986 · 
Perth 1991 · 
Rome 1994 · 
Perth 1998 · 
Fukuoka 2001 · 
Barcelona 2003 · 
Montréal 2005 · 
Melbourne 2007 · 
Rome 2009 · 
Shanghai 2011 · 
Barcelona 2013 · 
Kazan 2015 · 
Boedapest 2017 · 
Gwangju 2019 · 
Boedapest 2022 · 
Fukuoka 2023 · 
Doha 2024